# Liddicoatita
La liddicoatita és un mineral de la classe dels silicats, que pertany al grup de la turmalina.

## Característiques
La liddicoatita és un silicat de fórmula química Ca(Li₂Al)Al₆(Si₆O18)(BO₃)₃(OH)₃(OH). Cristal·litza en el sistema trigonal. La seva duresa a l'escala de Mohs és 7,5. Es tracta d'una espècie no aprovada per l'Associació Mineralògica Internacional.
Segons la classificació de Nickel-Strunz, la liddicoatita pertany a «09.CK - Ciclosilicats, amb enllaços senzills de 6 [Si₆O18]12-, amb anions complexos aïllats» juntament amb els següents minerals: fluorschorl, fluorbuergerita, cromodravita, dravita, elbaïta, feruvita, foitita, olenita, povondraïta, schorl, magnesiofoitita, rossmanita, oxivanadiodravita, oxidravita, oxirossmanita, cromoaluminopovondraïta, fluordravita, fluoruvita, abenakiïta-(Ce), scawtita, steenstrupina-(Ce) i thorosteenstrupina.